# Tanuja
Tanuja Samarth (marathi : तनूजा समर्थ) ou Tanuja Mukherjee plus connue sous le nom de Tanuja, est une actrice indienne. Elle est la mère de Kajol et Tanisha, toutes deux actrices de Bollywood.

## Biographie
Elle est née le 23 septembre 1943 à Mumbai. Sa famille est originaire du Maharastra ; son père, Kumarsen Samarth, est poète et réalisateur de films et sa mère, Shobhna Samarth, est une célèbre actrice des années 1930-1940.
Elle a trois frères et sœurs. Lorsque ses parents se sont séparés, elle était très jeune. 
Elle a commencé sa carrière dans le cinéma quand elle n’était encore qu’une enfant où elle était nommée Baby Tanuja. Elle est restée dans ce domaine jusqu’en 1973.
Elle a rencontré le réalisateur Shomu Mukherjee, le plus jeune fils du producteur Sashadhar Mukherjee, sur le tournage de Ek Baar Muskara Do (1972). Ils se marièrent en 1973 et ont donné naissance à deux filles : Kajol née en 1975 et Tanisha née en 1978. Ils se sont plus tard séparés mais n’ont pas divorcés. Shomu Mukherjee est décédé d’un arrêt cardiaque le 10 avril 2008. 

## Carrière

### Cinéma
Elle a tourné son premier film, Hamari Beti (1950), avec sa sœur aînée Nutan alors qu'elle n'était qu'une enfant. Son premier film à l’âge adulte est Chhabili (1960), réalisé par sa propre mère. Au cours des années 1960, 1970 et 1980, elle ne cesse de tourner. 
À la suite du succès de Haathi Mere Saathi (1971), elle joue dans Mere Jeevan Saathi, Do Chor, Ek Baar Muskara Do (1972), Pavitra Paapi, Bhoot Bangla, Anubhav et Jeene Ki Raah.
Puis, Tanuja se retira de l’industrie cinématographique pendant plusieurs années, mais fit son retour à la suite de sa séparation conjugale avec des seconds rôles dans Pyar Ki Kahani avec Amitabh Bachchan, Khuddar (1982) et Prem Rog (1982).
Récemment, elle a tourné dans Saathiya (2002), Rules (2003), et Khakee (2003) où elle joue des seconds rôles. 
Dans les années 1960, elle entame une carrière parallèle dans le cinéma bengali à Kolkata avec les films Deya Neya (1963) , Anthony-Firingee (1967), Rajkumari (1970) ainsi qu'avec les immenses succès Teen Bhuvaner Parey (1969) et Prothom Kadam Phool. Dans ces productions, elle donne la réplique de grands acteurs bengalis tels que Soumitra Chatterjee et uttam Kumar. Tanuja n’est pas doublée dans ces films. 

### Télévision
En 2008, Tanuja apparaît aux côtés de sa fille Kajol et de son gendre Ajay Devgan où elle incarne un juge dans la série Rock and Roll Family diffusée sur Zee TV. 

## Récompenses
Prix remporté
- 1969 - Filmfare Award du meilleur second rôle féminin pour Paisa ya pyar

Nomination
- 1967 - Filmfare Award du meilleur second role feminine pour Jewel Thief

## Filmographie

### Cinéma
- 1950 : Hamari Beti : Child artist
- 1952 : Amber : Young Amber (en tant que Baby Tanuja)
- 1960 : Chhabili
- 1961 : Hamari Yaad Aayegi
- 1961 : Mem-Didi : Rita Roy
- 1963 : Aaj Aur Kal : Rajkumari Ashalata / Asha
- 1963 : Deya Neya : Sucharita Majumdar
- 1964 : Benazir : Shahida
- 1965 : Bhoot Bungla : Rekha
- 1965 : Chand Aur Suraj : Kiran D. Choudhury
- 1965 : Nai Umar Ki Nai Fasal
- 1966 : Baharen Phir Bhi Aayengi : Sunita Sinha
- 1966 : Daadi Maa : Shaguna
- 1966 : Sannata
- 1967 : Antony Firingee : Nirupama
- 1967 : Jewel Thief : Anjali Nath
- 1967 : Nai Roshni : Chitra Kumar
- 1967 : Wahan Ke Log : Anita
- 1968 : Do Dooni Char : Anju
- 1968 : Izzat : Deepa
- 1968 : Juari : Sumitra
- 1968 : Sapnon Ka Saudagar : Ranjana
- 1969 : Ek Masoom
- 1969 : Gustakhi Maaf : Asha / Seema
- 1969 : Jeene Ki Raah : Radha
- 1969 : Jiyo Aur Jeene Do
- 1969 : Oos Raat Ke Baad
- 1969 : Paisa Ya Pyar : Dhanwati / Dhanno
- 1969 : Pita Putra : Mahashweta(Jhulan)
- 1969 : Pratham Kadam Phool : Kakoli Mitra (en tant que Tanuja Samarth)
- 1969 : Teen Bhubaner Parey : Sarasi
- 1970 : Bachpan : Lajjo
- 1970 : Pavitra Paapi : Veena
- 1970 : Priya
- 1971 : Anubhav : Meeta Sen
- 1971 : Door Ka Raahi : Monica
- 1971 : Ek Paheli : Maria
- 1971 : Haathi Mere Saathi : Tanuja
- 1971 : Preet Ki Dori : Radha (en tant que Tanujaa)
- 1971 : Purani Pehchan
- 1971 : Pyar Ki Kahani : Kusum
- 1971 : Thi Reeta
- 1972 : Do Chor : Sandhya (en tant que Tanujaa)
- 1972 : Ek Bar Mooskura Do
- 1972 : Mere Jeevan Saathi : Jyoti Verma (en tant que Tanujaa)
- 1972 : Mome Ki Gudiya : Sheel 'Chutki' (en tant que Tanujaa)
- 1973 : Insaaf : Uma
- 1973 : Nannha Shikari
- 1974 : Amir Garib : Rekha
- 1974 : Hamrahi
- 1974 : Humshakal : Lalita
- 1974 : Imtihan : Madhu
- 1975 : Aaja Sanam : Shanti
- 1978 : Lal Kothi : Tanu
- 1978 : Nari Tu Narayani
- 1978 : Swarg Narak : Radha
- 1979 : Ganga Aur Geeta
- 1980 : Bandish : Chanda
- 1980 : Bin Maa Ke Bachche : Ganga
- 1980 : Thaliritta Kinakkal
- 1980 : Zaakol
- 1981 : Yaarana : Sheela
- 1982 : Adalat O Ekti Meye
- 1982 : An August Requiem
- 1982 : Bahu Ho To Aisi
- 1982 : Johny I Love You : Meera
- 1982 : Kaamchor : Radha
- 1982 : Khud-Daar : Seema Srivastav
- 1982 : Nikaah : The Narrator (Voix, non crédité)
- 1982 : Prem Rog : Raj Rani
- 1982 : Pyaas
- 1982 : Rustom : Poonam Mehta
- 1983 : Chena Achena
- 1983 : Ek Jaan Hain Hum : Kusum Saxena
- 1983 : Lovers (en) : Eliza
- 1983 : Madhuban
- 1983 : Masoom : Chanda
- 1984 : Boxer : Savitri Dharma
- 1984 : Kunwari Bahu
- 1984 : Maati Maangey Khoon : Pagli
- 1984 : Nadaniyan
- 1984 : Pet Pyaar Aur Paap
- 1984 : Sohni Mahiwal : Tulla's wife
- 1984 : Yaadgaar : Malti
- 1985 : Ghar Dwaar : Savitri
- 1985 : Gokul
- 1985 : Hoshiyar : Sitadevi
- 1985 : Lover Boy : Malti
- 1985 : Ucha Dar Babe Nanak Da : Shamsher's wife
- 1985 : Zabardast : Maharani Maanwati
- 1986 : Adhikar
- 1986 : Anadi Khiladi
- 1986 : Anokha Rishta : Mother
- 1986 : Ek Main Aur Ek Tu
- 1986 : Jaal : Shanti
- 1986 : Love 86 : Laxmidevi
- 1986 : Maa Beti : Laxmi
- 1986 : Mohabbat Ki Kasam : Kaushalya Singh
- 1986 : Nasihat : Indrani
- 1986 : Suhagan
- 1987 : Diljalaa : Sharda
- 1987 : Mard Ki Zabaan
- 1987 : Mera Suhag
- 1988 : Aagoon
- 1988 : Agnee : Sudha
- 1988 : Agun
- 1988 : Mera Muqaddar
- 1988 : Paap Ko Jalaa Kar Raakh Kar Doonga : Kavita
- 1989 : Gawaahi : Mrs. Bharucha
- 1989 : Gharana : Laxmi Prem Mehra
- 1989 : Meri Zabaan : Mrs. Vikram Singh
- 1989 : Paraya Ghar
- 1989 : Rakhwala : Janki
- 1989 : Taaqatwar : Mrs. Sharma
- 1990 : Andha Bichar : Rakesh's mother
- 1990 : Dushman : Sujata
- 1990 : Nehru: The Jewel of India : Kamla Nehru
- 1990 : Shandaar
- 1991 : Jawahar
- 1991 : Pyar Bhara Dil : Savita Oberoi
- 1992 : Abhi Abhi
- 1992 : Bekhudi : Radhika's Mother
- 1992 : Deedar : Gayetri
- 1992 : Ghazab Tamasha
- 1992 : I Love You (en)
- 1993 : Antim Nyay : Jay's mom
- 1993 : Izzat Ki Roti : Laxmi
- 1994 : Aatish: Feel the Fire : Baba's Mother
- 1994 : Vivekananda
- 1996 : Muqadama : Asha
- 1997 : Ajker Santan
- 1998 : Dildaara : Harpreet
- 1998 : Main Solah Baras Ki : Malti Mehra
- 1999 : Safari : Asha
- 2000 : Bhai No 1
- 2002 : Saathiya : Shobhana
- 2002 : Tum Jiyo Hazaron Saal : Dr. Mukta Kohli
- 2003 : Bhoot : Mrs. Khosla
- 2003 : Rules: Pyaar Ka Superhit Formula : Grandmother (Dadi)
- 2004 : Deewaar: Let's Bring Our Heroes Home : Ranvir Kaul's wife
- 2004 : Khakee : Dr. Iqbal Ansari's mother
- 2008 : Haal-e-Dil
- 2010 : Toonpur Ka Superrhero : Priya's Mom
- 2012 : Son of Sardaar : Bebe
- 2013 : Pitruroon : Bhagirathi
- 2014 : Words with Gods : Leela - Segment "God Room"
- 2016 : A Death in the Gunj : Aunty, Anupama Bakshi (en tant que Tanuja Mukherjee)

### Télévision

#### Séries télévisées
- 1985 : Khandaan
- 1986 : Apradhi Kaun PC 1008
- 1994 : Junoon
- 2017 : Aarambh : Hahuma

#### Téléfilms
- 1988 : Mile Sur Mera Tumhara : Elle-même